# Cerdistus syriacus
Cerdistus syriacus là một loài ruồi trong họ Asilidae. Cerdistus syriacus được Schiner miêu tả năm 1867.